# Albin Eriksson (ishockeyspelare)
Albin Eriksson, född 20 juli 2000, är en svensk ishockeyspelare som spelar för BIK Karlskoga i Hockeyallsvenskan. Han har Bollnäs IS som sin moderklubb.
Eriksson valdes i andra rundan, som 44:e spelare totalt, i NHL-draften 2018 av Dallas Stars.
Inför säsongen 2022/2023 skrev Eriksson på för BIK Karlskoga. Han förlängde senare under samma säsong kontraktet med klubben på 1+1 år.

## Klubbar
- Bollnäs IS, Division 3 (2014/2015) (Moderklubb)
- Skellefteå AIK, SHL (2017/2018 - 2019/2020)
- Modo Hockey, Hockeyallsvenskan (2019/2020) (lån)
- Färjestad BK, SHL (2019/2020 - 2020/2021)
- Ässät, Liiga (2021/2022)
- Ilves, Liiga (2021/2022) (lån)
- BIK Karlskoga, Hockeyallsvenskan (2022/2023 - )